# 李训经
李训经（1935年—），男，山东莱西人，中国运筹学与控制论专家，曾任复旦大学教授、博士生导师，中国工业与应用数学学会常务理事。